# La Fée aux choux
La Fée aux choux è un film perduto, uscito per la prima volta nel 1896 e considerato il primo della storia diretto da una donna, la regista francese Alice Guy. Di esso sono state fatte, dalla stessa regista, altre 2 versioni, una nel 1900 (con lo stesso titolo) e una nel 1902 (dal titolo La Sage-Femme de Première Classe), entrambe però con la medesima trama della prima.

## Trama
Esso mostrava una giovane coppia in luna di miele che passeggia e scorge un campo di cavoli, con dentro un contadino, tanti bambolotti ammassati ed un bambino vero, che la protagonista, una fata sorridente, "raccoglie" da un cavolo. I due sposi sono felicissimi di ciò, vedendo il bambino, appena nato, che diverrà loro figlio (secondo la fiaba, i bambini maschi infatti nascevano dai cavoli e "raccolti" dalle fate).

## Produzione
Tutte e tre le versioni fanno riferimento a un'antica e popolare fiaba francese (e in parte europea) che narrava ai bambini di come i maschi nascano dai cavoli e le femmine dalle rose.

### Genesi
Nel febbraio del 1896, su un viale di Montmartre, quartiere storico di Parigi, il dottor Alexandre Lion aprì un'esposizione, una "boutique pienamente operativa", di incubatrici, piene di neonati veri, resa nota alla gente grazie ad un poster d'art nouveau disegnato da Adolfo Hohenstein: Alice Guy partecipò a questa esposizione e, vedendo i bambini "esposti" come delle bambole, come avrebbe poi riferito sua nipote Regine Blanché-Bolton, trasse ispirazione per creare La Fée aux Choux.

### Titolo
La prima versione si intitola La Fée aux Choux, significa "La fata dei cavoli", elemento dominante nella scena; la terza versione, invece, ribattezzata La Sage-femme de Première Class, ossia "L'ostetrica di prima classe", si riferisce al diploma di ostetricia, uno dei pochissimi che le donne all'epoca potevano conseguire.

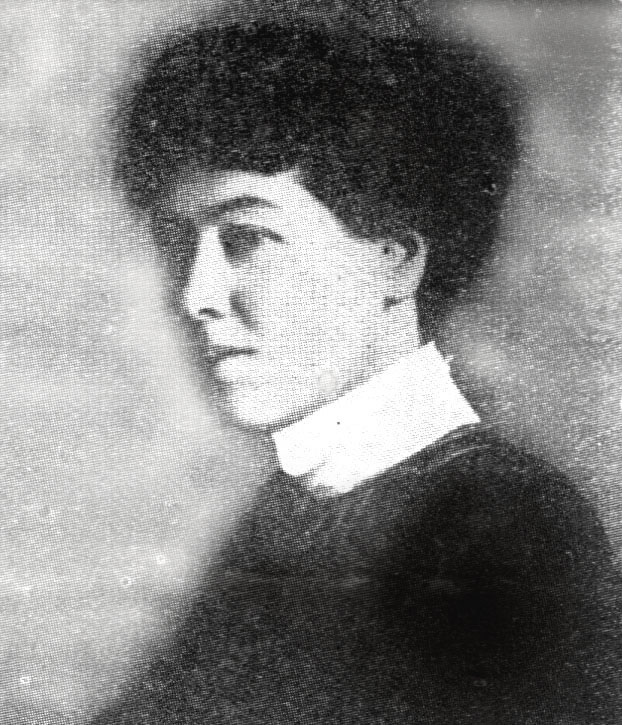
La regista Alice Guy nel periodo del 1906 circa

### Riprese
Nelle scarse prove giunte fino a noi da oltre un secolo, è stato confermato che il film fu girato nella primavera o all'inizio dell'estate del 1896.

## Curiosità
- Nella versione del 1902, La Sage-femme de Première Class, appare anche la stessa Alice Guy, in abiti tipicamente maschili per l'epoca, ma non per interpretare il marito della coppia di sposi visibile nel cortometraggio, bensì, come riferì lei "per divertimento", per interpretare il contadino.[7]